# Cirrhochrista arcusalis
Cirrhochrista arcusalis is een vlinder uit de familie van de grasmotten (Crambidae), uit de onderfamilie van de Spilomelinae. De wetenschappelijke naam van deze soort is voor het eerst voorgesteld als Margaronia arcusalis door Francis Walker in een publicatie uit 1859.
De soort komt voor in Australië.